# Hoắc (họ)
Hoắc là một họ của người Trung Quốc (chữ Hán: 霍, Bính âm: Huo). Trong danh sách Bách gia tính họ này xếp thứ 160.

## Người Trung Quốc họ Hoắc nổi tiếng
- Hoắc Khứ Bệnh, danh tướng dưới quyền Hán Vũ Đế
- Hoắc Quang, anh em cùng cha khác mẹ của Hoắc Khứ Bệnh, phụ chính đại thần thời Tây Hán
- Hoắc Thành Quân, hoàng hậu nhà Hán, con gái của Hoắc Quang
- Hoắc Nguyên Giáp, võ sư cuối thời nhà Thanh
- Hoắc Anh Đông, thương gia Hồng Kông, phó chủ tịch Chính hiệp
- Hoắc Kiến Hoa nam diễn viên, ca sĩ người Đài Loan
- Hoắc Tuấn, danh tướng Thục Hán